# Karen Pickering
Karen Denise Pickering (Brighton and Hove, 19 dicembre 1971) è un'ex nuotatrice britannica.

## Carriera
Specializzata nello stile libero e nelle staffette, ha vinto molteplici titoli in campo continentale e mondiale durante la sua carriera. Tra questi spuntano l'oro nella 4x200m stile libero ai mondiali del 2001 in vasca lunga e i tre titoli in vasca corta. Ha altresì partecipato a quattro edizioni dei Giochi Olimpici (1992, 1996, 2000 e 2004) senza però mai riuscire a salire sul podio in nessuna gara.

## Palmarès
- Mondiali

Fukuoka 2001: oro nella 4x200m stile libero e argento nella 4x100m stile libero.
- Mondiali in vasca corta:

Palma di Maiorca 1993: oro nei 200m stile libero e bronzo nei 100m stile libero.
Hong Kong 1999: oro nella 4x100m stile libero e argento nella 4x200m stile libero.
Atene 2000: oro nella 4x200m stile libero e argento nella 4x100m stile libero.
- Europei

Sheffield 1993: bronzo nei 200m stile libero, nella 4x100m stile libero e nella 4x200m stile libero.
Vienna 1995: bronzo nei 100m e 200m stile libero e nella 4x100m stile libero.
Siviglia 1997: bronzo nella 4x100m misti.
Istanbul 1999: bronzo nella 4x100m stile libero e 4x100m misti.
- Europei in vasca corta

Sheffield 1998: bronzo nella 4x50m stile libero.
Lisbona 1999: bronzo nella 4x50m stile libero.
Valencia 2000: argento nei 200m stile libero e 4x50m stile libero.
- Giochi del Commonwealth

Auckland 1990: argento nella 4x100m misti e bronzo nella 4x100m stile libero.
Victoria 1994: oro nei 100m stile libero e nella 4x100m stile libero, argento nella 4x100m misti e 4x100m stile libero e bronzo nei 200m stile libero.
Kuala Lumpur 1998: argento nei 200m stile libero, nella 4x100m stile libero e nella 4x200m stile libero.
Manchester 2002: oro nei 200m stile libero e nella 4x200m stile libero e argento nella 4x100m stile libero.